# Dégels
 (mars 2025).
Disappearing Earth
Pour les articles homonymes, voir Dégel (homonymie).
Dégels (titre original : Disappearing Earth) est le premier roman de l'écrivain américaine Julia Phillips (en). Il a été finaliste du National Book Award for Fiction 2019.

## Résumé
Dans la péninsule du Kamtchatka, au nord-est de la Russie, deux petites filles, deux sœurs de huit et onze ans, sont kidnappées. Alors que les recherches piétinent, l'histoire évolue autour de la vie d'une dizaine de femmes de la région, toutes connectées de près ou de loin au drame. Chaque chapitre suivant dure un mois et l'égrènement des histoires, comme des nouvelles liées les unes aux autres, prend fin un an après la disparition des fillettes.
Les histoires et personnages sont riches et attachants : Oksana, témoin potentiel de l'enlèvement; Lilla et Natasha, la mère et la sœur de Lilia, une adolescente évène disparue quelques années auparavant sans soulever l'intérêt de la police; Marina, la mère des deux sœurs disparues; Ksyusha déchirée entre son petit ami blanc et un jeune indigène rencontré dans son groupe de danse folklorique; Zoya, une jeune mère, épouse du lieutenant enquêtant sur la disparition, aux dangereux fantasmes sexuels et Lada, qui sait cacher son homosexualité dans un pays hostile.
Le roman se déroule dans une région brute et sauvage, aux paysages grandioses, entre toundra, volcans et mer glacée. Les tensions entre la communauté russe et le peuple indigène des Évènes et la nostalgie de la Russie communiste créent la toile de fonds riche et complexe de l'histoire.

## Distinctions
- Finaliste du National Book Award for fiction 2019[2]
- Finaliste du National Book Critics Circle John Leonard Prize[3]
- Finaliste du Center for Fiction First Novel Prize[4]
- Finaliste du New York Public Library's Young Lions Fiction Award[5]